# Damernas 5 000 meter i hastighetsåkning på skridskor vid olympiska vinterspelen 2006
5 000 meters-tävlingen för damer på skridsko vid de olympiska vinterspelen 2006 avgjordes den 12 februari.

## Rekord
Före tävlingen gällde följande världsrekord och olympiskt rekord:
| Världsrekord     | Claudia Pechstein (GER) | 6:46,91 | Salt Lake City, USA | 23 februari 2002 |
| Olympiskt rekord | Claudia Pechstein (GER) | 6:46,91 | Salt Lake City, USA | 23 februari 2002 |

## Medaljörer
| Gren        | Guld                | Guld    | Silver                     | Silver  | Brons                | Brons   |
| 5 000 meter | Clara Hughes Kanada | 6.59,07 | Claudia Pechstein Tyskland | 7.00,08 | Cindy Klassen Kanada | 7.00,57 |

## Resultat
| Placering | Par | Namn                | Land          | Tid     | Tid bakom | Noteringar |
| --------- | --- | ------------------- | ------------- | ------- | --------- | ---------- |
| 01        | 8   | Clara Hughes        | Kanada        | 6:59,07 |           |            |
| 02        | 8   | Claudia Pechstein   | Tyskland      | 7:00,08 | +1,01     |            |
| 03        | 7   | Cindy Klassen       | Kanada        | 7:00,57 | +1,50     |            |
| 4         | 7   | Martina Sáblíková   | Tjeckien      | 7:01,38 | +2,31     |            |
| 5         | 6   | Daniela Anschütz    | Tyskland      | 7:02,82 | +3,75     |            |
| 6         | 4   | Kristina Groves     | Kanada        | 7:03,95 | +4,88     |            |
| 7         | 5   | Catherine Raney     | USA           | 7:04,91 | +5,84     |            |
| 8         | 5   | Maren Haugli        | Norge         | 7:06,08 | +7,01     |            |
| 9         | 4   | Renate Groenewold   | Nederländerna | 7:11,32 | +12,25    |            |
| 10        | 6   | Carien Kleibeuker   | Nederländerna | 7:12,18 | +13,11    |            |
| 11        | 3   | Eriko Ishino        | Japan         | 7:12,48 | +13,41    |            |
| 12        | 2   | Anna Natalia Rokita | Österrike     | 7:16,75 | +17,68    |            |
| 13        | 1   | Maki Tabata         | Japan         | 7:18,05 | +18,98    |            |
| 14        | 2   | Lucille Opitz       | Tyskland      | 7:18,06 | +18,99    |            |
| 15        | 3   | Wang Fei            | Kina          | 7:22,90 | +23,83    |            |
| 16        | 1   | Katarzyna Wojcicka  | Polen         | 7:28,09 | +29,02    |            |